# Thornton Freeland
Thornton Freeland (10 de fevereiro de 1898 – 22 de maio de 1987) foi um diretor de cinema norte-americano, que dirigiu 26 filmes britânicos e norte-americanos, em uma carreira que durou de 1924 a 1949, nasceu em Hope, Dacota do Norte, em 1898 e inicialmente trabalhou como assistente de diretor. Em 1929, dirigiu seu primeiro filme Three Live Ghosts. Ele era casado com a atriz June Clyde.

## Filmografia selicionada
- Whoopee! (1930)
- Be Yourself (1930)
- Love Affair (1932)
- Flying Down to Rio (1933)
- Brewster's Millions (1935)
- Accused (1936)
- Hold My Hand (1938)
- Over the Moon (1939)
- So This Is London (1939)
- The Gang's All Here (1940)
- Meet Me at Dawn (1947)
- Brass Monkey (1948)
- Dear Mr. Prohack (1949)